# Can Arduc
Can Arduc (* 19. Juli 1992 in Duisburg) ist ein deutsch-türkischer Schauspieler und Model.

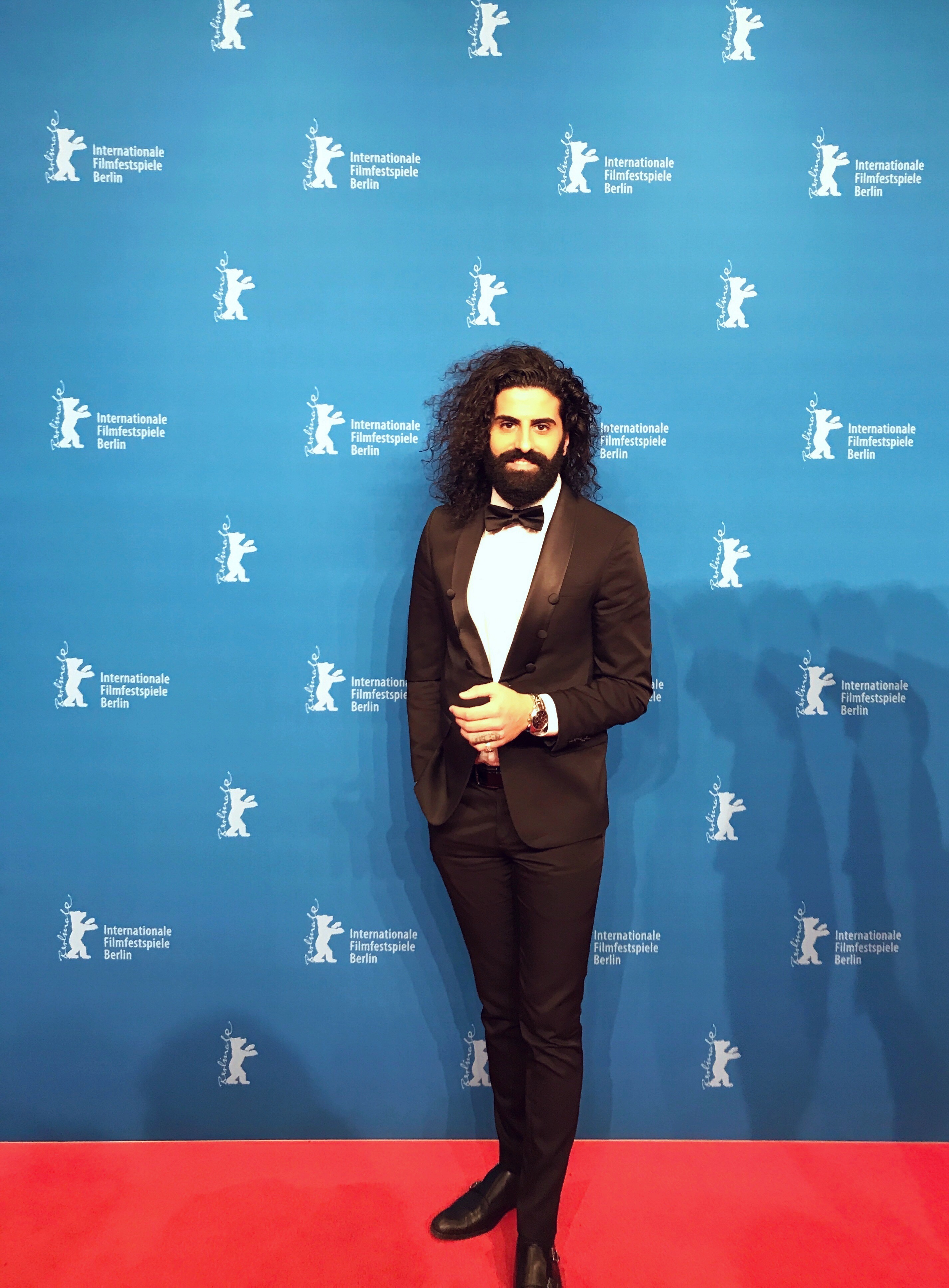
Can Arduc

## Leben
Can Arduc wuchs gemeinsam mit seinem jüngeren Bruder in Duisburg auf. Sein Vater ist Schichtleiter bei Thyssenkrupp, seine Mutter ist Friseurmeisterin und betreibt einen Friseursalon in Duisburg. Im Oktober 2020 wurde Arduc mit der silbernen Münze der Stadt Duisburg geehrt.

## Karriere
Erste Erfahrungen im Theaterschauspiel sammelte Arduc als Kind, als er die Hauptrolle von Sankt Martin spielte. Er absolvierte eine Schauspielausbildung an einem Konservatorium in Istanbul. Er spielte in türkischen Kinofilmen und Fernsehserien mit und übernahm Rollen als Hauptdarsteller.
2017 kehrte er nach Deutschland zurück und wirkte bis Ende 2019 in verschiedenen deutschen Produktionen mit. In der Reality-Soap Köln 50667 übernahm er im Herbst 2017 die Rolle des skrupellosen Autohändlers Aydin. In dem Filmdrama Parallel Path (2019) gab er einen Flüchtling. 2020 stand er für den Kurzspielfilm Immanuel in der Hauptrolle des Jesus vor der Kamera.